# 서울 1000년 타임캡슐

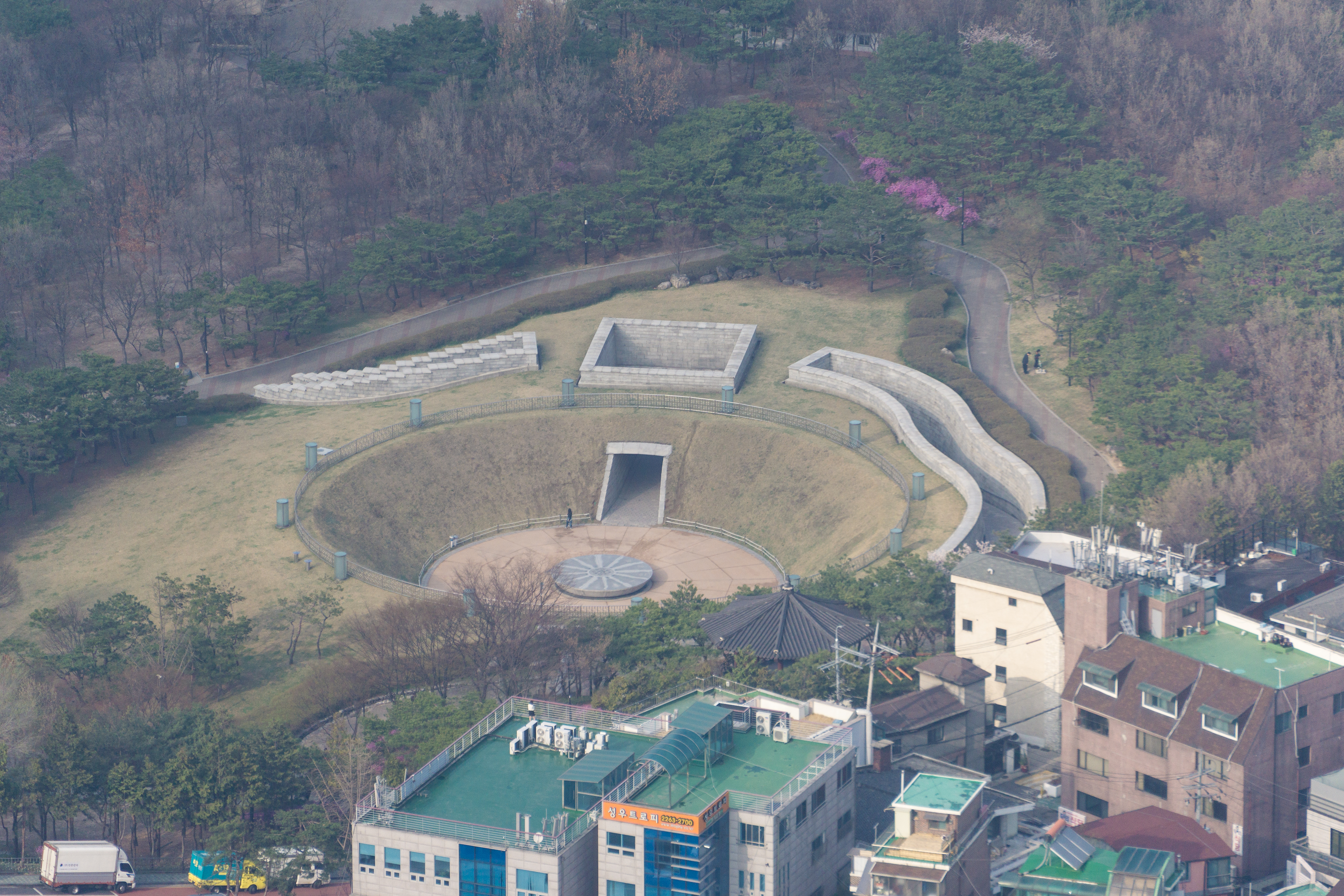
모습

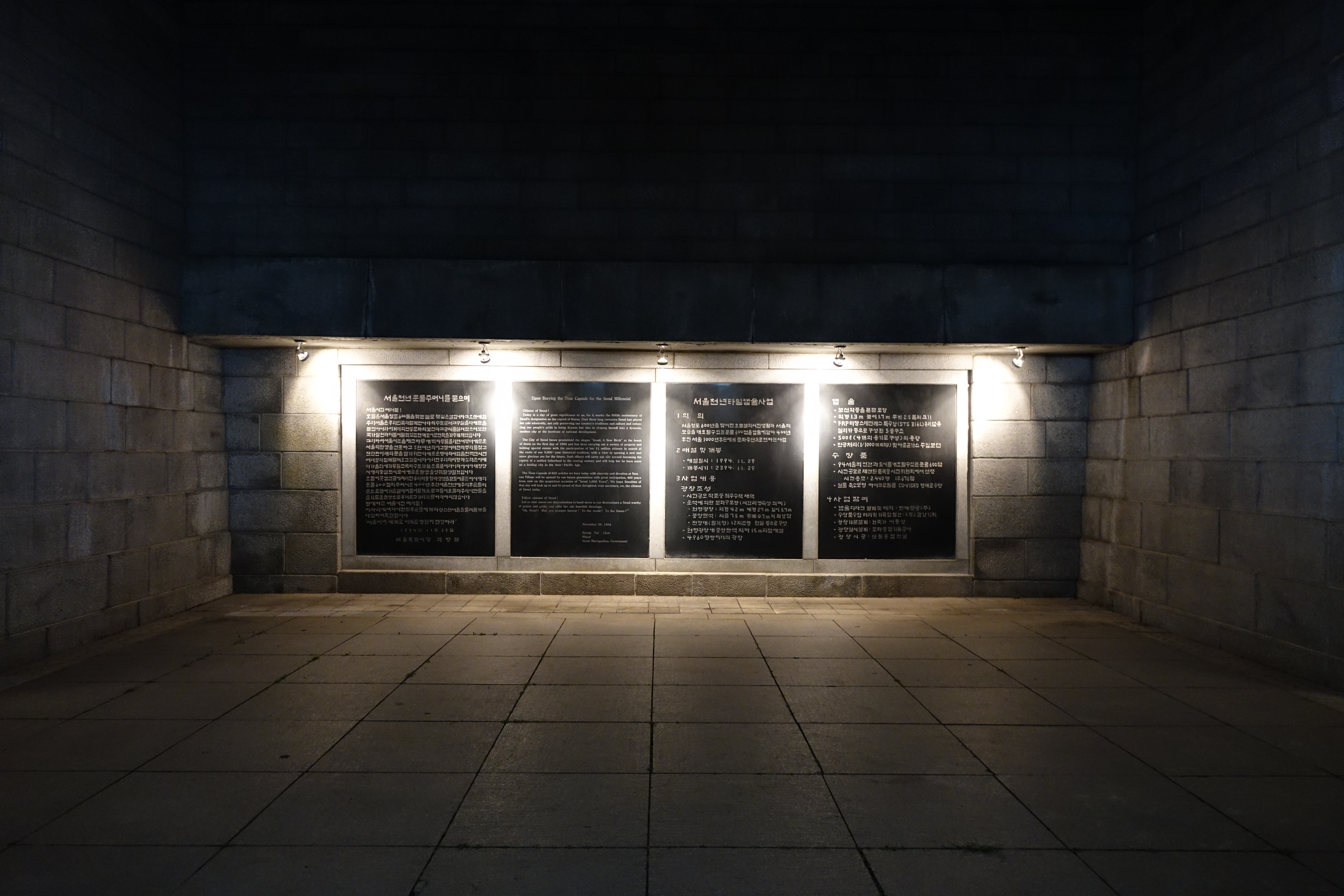
설명

서울 1000년 타임캡슐은 1994년 '서울 정도 600주년 기념'으로 만들어진 캡슐로, 1994년 11월 29일에 매설되었다. 높이 1.7m, 직경 1.3m 크기의 특수재질로 만들어졌으며 보신각종 모양을 본떠서 제작했다. 600점의 물품이 담겼으며 개봉 일시는 2394년 11월 29일이다. 서울특별시 중구 퇴계로34길 28 일대 남산골한옥마을 안에 위치하며 서울역사박물관에 복각품을 전시하고 있다.

## 캡슐
- 보신각종을 본뜬 모양
- 직경 1.3m, 높이 1.7m, 무게 2.5톤의 크기
- FRP 외장 스테인레스 특수강(STS 316L) 유리 섬유
- 실리카 등으로 구성된 5중 구조
- 500리터의 용량, 4개의 용기로 구성
- 진공 처리(1/1000mm HP) 및 아르곤 가스 주입 보전

## 담긴 물품
| - 기저귀 - 담배 (88라이트, 글로리, 컴팩트) - 팬티스타킹 - 남녀 수영복 - 워드프로세서 (아래아한글 2.5) - 현미효소 등 건강 식품 - 신용카드 - 부동산 매매 계약서 - 주요 작물 씨앗 - 피임기구 - 인공심장 - 상품권 - 공무원 급여명세서 - 주민등록증 - 운전면허증 - 초등학교·중학교·고등학교 시험지 | - 무선 전화기 - 김연준 - 화투 - 각종 복권 - 우리별 1호, 1994년도 시판 승용차 등의 축소 모형 - 삐삐, 1994년 당시의 휴대전화 대체 기기 - 1994년 당시의 시대상을 알 수 있는 CD-ROM과 마이크로필름, 영상 기록 - 버스표, 토큰, 회수권 - 지하철 승차권 - 조선일보 - 남녀 패션제화 - 휴대폰 - 샤프및 연필 - 노트 - 안경 - 콘택트렌즈 - 가정상비약, 영양제 - 차량번호판 (서울 2두1285, 서울8바7662) - 우황청심환 - 남녀 옷 - 경찰관, 소방관, 환경미화원, 주차단속원, 육해공군 복장 - 책 |

## 의의
서울 수도 600년을 맞이한 오늘날의 시민생활과 서울의 모습을 대표할 수 있는 600점의 물품을 타임캡슐에 담아 400년 후인 서울 1000년 후손에게 문화유산으로 전하는 사업이다.

## 매설 및 개봉
- 매설일시 : 1994년 11월 29일
- 개봉시기 : 2394년 11월 29일

## 같이 보기
- 타임캡슐 목록

## 갤러리

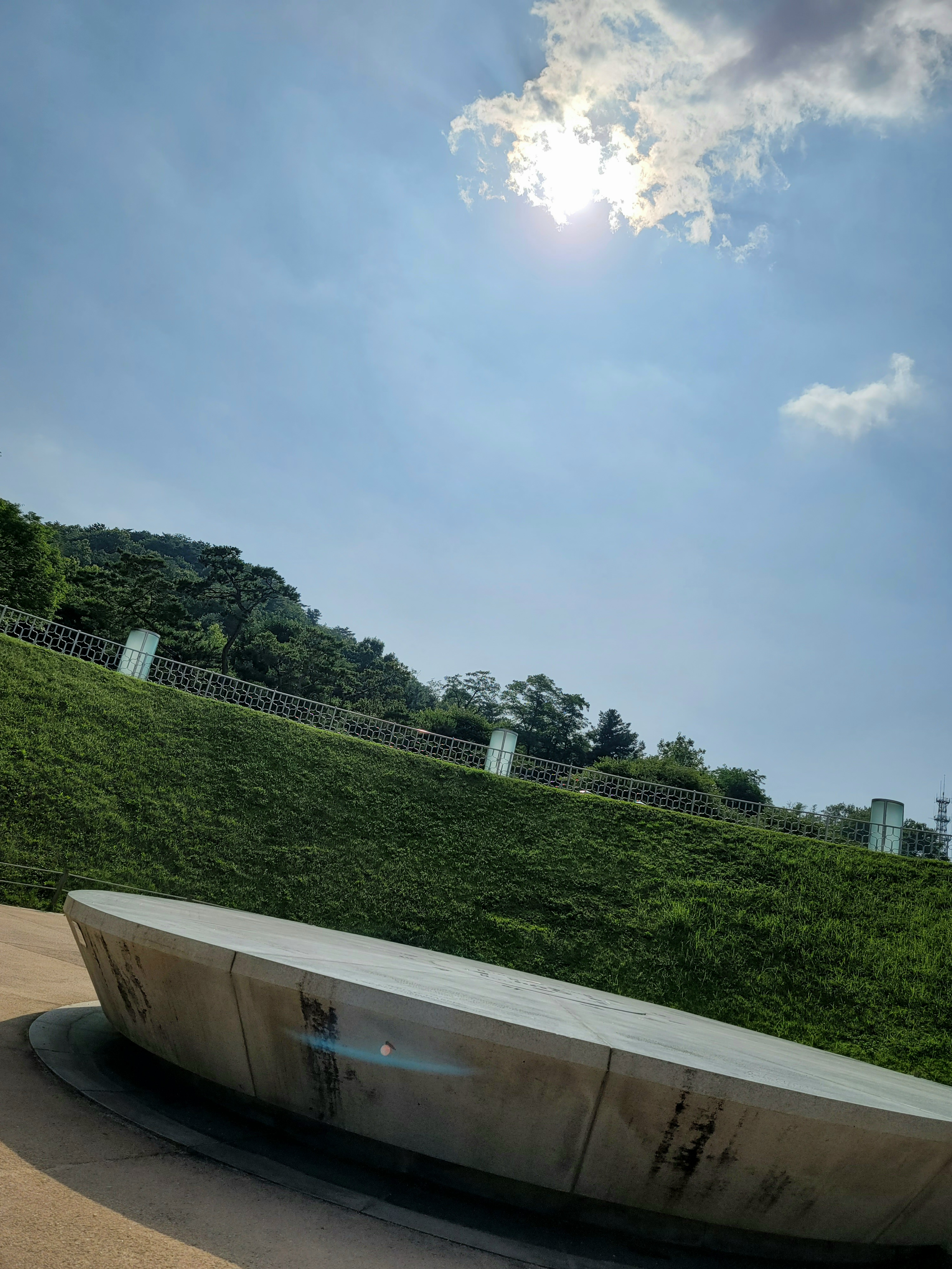
길을 따라 나오면 넓게 세워진 캡슐과 주변에 푸른 광경을 볼 수 있다.
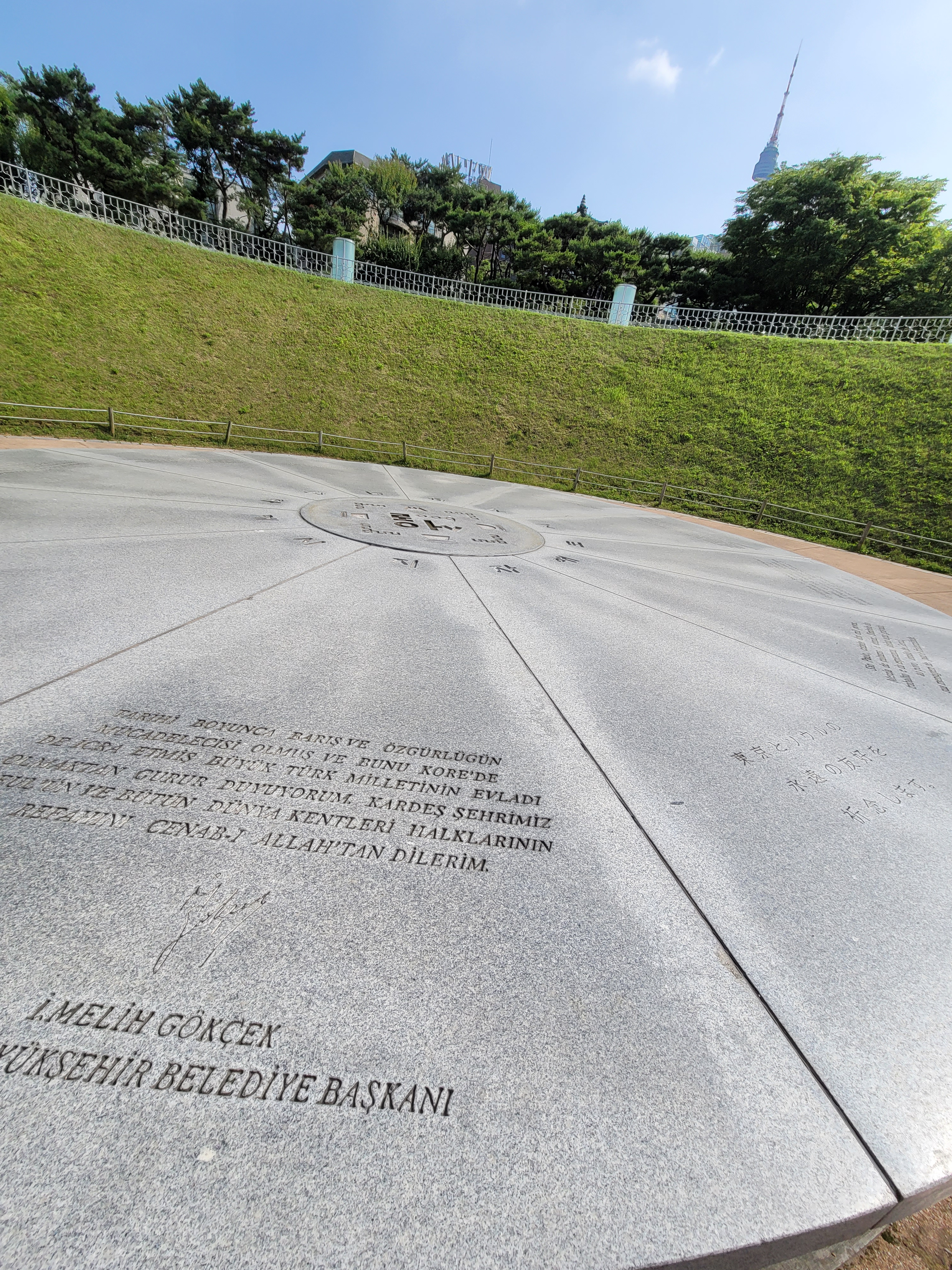
자세히 보면 글자가 있다.